# Hysterostegiella crassomarginata
Hysterostegiella crassomarginata är en svampart som beskrevs av Graddon 1990. Hysterostegiella crassomarginata ingår i släktet Hysterostegiella, ordningen disksvampar, klassen Leotiomycetes, divisionen sporsäcksvampar och riket svampar.   Inga underarter finns listade i Catalogue of Life.